# Iwerska Ikona Matki Bożej
Iwerska Ikona Matki Bożej – cudowna ikona Matki Bożej, reprezentująca typ Hodegetria. Jedna z najbardziej znanych i czczonych ikon Kościoła prawosławnego, posiadająca szereg również uznanych za cudowne kopii. Jej oryginał znajduje się w monasterze Iwiron na górze Athos, od którego wzięła swoją nazwę. Znana również pod grecką nazwą Πορταΐτισσα (Portaitissa, pol. Strzegąca Wrót) od miejsca przebywania w świątyni przy bramie klasztornej.

## Opis
Podłużna ikona dużych rozmiarów (137 na 87 cm). Reprezentuje typ Hodegetria. Figury zapełniają prawie całą powierzchnię kowczegu. Przedstawia Maryję trzymającą Dzieciątko na lewym ramieniu i wskazującą na nie prawą dłonią, w ten sposób wskazując wiarę w Chrystusa jako drogę do zbawienia. Maryja ukazana w półpostaci, z głową lekko skłonioną ku Chrystusowi i prawą dłonią uniesioną w modlitewnym geście na wysokości piersi. Dzieciątko Jezus siedzi wyprostowane, delikatnie zwrócone w kierunku Bogurodzicy i z głową nieco odchyloną do tyłu. Prawa dłoń Jezusa wyciągnięta w kierunku Matki Bożej, złożona w charakterystycznym dla wschodniego chrześcijaństwa geście błogosławieństwa (cs. dwojepierstije). W lewej dłoni Jezus dzierży zwój, który trzymany pionowo opiera się o kolano Zbawiciela. Twarze postaci cechują się wyraźnymi, masywnymi rysami z migdałowymi, szeroko otwartymi oczyma. Oblicza wyrażają skupienie, wzrok skierowany w przestrzeń.  
Wyjątkową cechą oryginalnej Iwerskiej Ikony Matki Bożej jest rysa na prawym policzku Maryi. Jej powstanie nie zostało jednoznacznie wyjaśnione. Według legendy ikona została nadcięta przez żołnierza w czasach ikonoklazmu, a z rany na twarzy Matki Bożej popłynęła prawdziwa krew. Zjawisko to miało przerazić żołnierza i sprawić, że porzucił on ikonę nie niszcząc jej.
Współcześni badacze datują powstanie ikony na I połowę XI wieku bądź na początek XII wieku. Na początku XVI wieku ikona została pokryta srebrnym pozłacanym okładem autorstwa mistrzów gruzińskich, spod którego widoczne są jedynie oblicza Matki Bożej i Chrystusa. Na brzegach okładu umieszczono dwanaście cyzelowanych półpostaci apostołów. Na dolnym polu okładu inskrypcja dziękczynno-błagalna w języku gruzińskim.

## Tradycja literacka
Pierwotne podania dotyczące historii ikony spisane zostały w języku gruzińskim. Ani one, ani ich greckie tłumaczenia, nie zachowały się do naszych czasów. Mówiące o ikonie najwcześniejsze zachowane utwory greckojęzyczne pochodzą z XVI wieku. 
Najbardziej rozpowszechniona wersja legendy mówi, iż w czasach panowania cesarza Teofila (829-842) pewna pobożna wdowa ukrywała ikonę w swym domu w pobliżu Nicei. Ukrycie ikony związane było z prześladowaniami prowadzonymi przez ikonoklastów. Po wykryciu ikony przez prześladowców wdowa postanowiła wrzucić święty obraz do Morza Śródziemnego, wierząc, że zapobiegnie to jej zniszczeniu. Syn wdowy został później mnichem na górze Athos i zapisał w kronikach opowieść o cudzie wraz z opisem zaginionej ikony. Znacznie później, w 1004, mnich narodowości gruzińskiej imieniem Gabriel, z klasztoru Iwiron, miał wyłowić z morza wizerunek, którego wygląd pokrywał się z przekazanym opisem. Ikonę przeniesiono natychmiast do głównej cerkwi monasteru. Następnego dnia mnisi stwierdzili jednak, że ikona samoistnie przeniosła się z wyznaczonego jej miejsca na bramę wjazdową klasztoru. Próbowali umieścić ją ponownie w cerkwi, jednak sytuacja powtarzała się. Wreszcie mnich Gabriel miał widzenie, w którym Matka Boża oznajmiła, że nie chce być chroniona przez zakonników, lecz sama ich ochraniać. Po tym wydarzeniu ikonę pozostawiono na bramie klasztornej. Również w innych monasterach jej kopie były umieszczane w podobnym miejscu lub w ikonostasach nad królewskimi wrotami od strony wewnętrznej.
Mnisi z Athos przypisują ikonie szczególne znaczenie i posłannictwo, gdyż zgodnie ze znanym podaniem ikona ta ma w nieokreślonej przyszłości w tajemniczy sposób zniknąć ze Świętej Góry, co zwiastować ma bliski koniec świata doczesnego.

## Cudowne warianty ikony

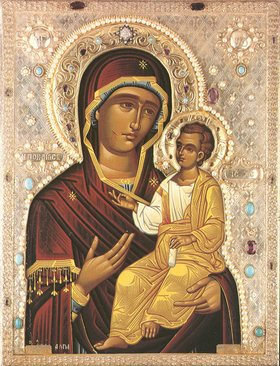
Montrealska Iwerska Ikona Matki Bożej, jeden z wariantów ikony

Obok oryginalnej, atoskiej Iwerskiej Ikony Matki Bożej, sławę cudownej zyskała Moskiewska Iwerska Ikona Matki Bożej, dokładna kopia napisana na prośbę archimandryty Nikona, późniejszego patriarchy Moskwy i całej Rusi. Ikona dotarła do Moskwy 13 października 1648 i niemal natychmiast stała się celem pielgrzymek. W 1669 dla ikony wzniesiono Kaplicę Iwerską, w bezpośrednim sąsiedztwie moskiewskiego Kremla. W ten sposób każdy wchodzący na Plac Czerwony musiał najpierw pokłonić się ikonie. Kaplica Iwerska została zniszczona w czasie rewolucji październikowej i całkowicie zburzona w 1929, zaś dalsze losy ikony są nieznane. W 1994 zastąpiono ją nadesłaną z Atosu kopią.
Inna otoczona kultem na terenie Rosji kopia ikony znajduje się w Świętojezierskim Wałdajskim Monasterze Iwerskiej Ikony Matki Bożej.
W 1982 sławę cudownej zyskała Montrealska Iwerska Ikona Matki Bożej, zaś w 2007 napisana na jej podstawie Hawajska Iwerska Ikona Matki Bożej. Pierwsza z ikon, według opiekującego się nią zakonnika Jose Muñoz-Cortesa, samoistnie wydzielała mirrę od 1982 do 1997, kiedy zaginęła. Druga z nich, według relacji kapłanów z parafii Iwerskiej Ikony Matki Bożej w Honolulu, zaczęła zachowywać się w podobny sposób w 2007.

## Ikona w Polsce
Kopia Iwerskiej Ikony Matki Bożej jest obecnie jedną z najważniejszych świętości sanktuarium prawosławnego na Świętej Górze Grabarce. Wariant ikony ze Świętej Góry Grabarki wykonany został w skicie Burazeri na Górze Athos. Ikona od 2000 roku umieszczona jest na stałe w głównej monasterskiej świątyni Przemienienia Pańskiego w specjalnym kiocie.